# Kojirō Hyūga
Pour les articles homonymes, voir Hyūga (homonymie).
Kojirō Hyūga (日向 小次郎, Hyūga Kojirō), baptisé Mark Landers dans la version française de la série d'animation Olive et Tom (1983-1986), est un personnage fictif du manga Captain Tsubasa (キャプテン翼).
Il est l'un des premiers et principaux rivaux de Tsubasa Ohzora et c'est par conséquent le rival de notre héros au niveau national. Ils s'affronteront en effet sur le terrain à maintes reprises. Cependant, il ne sortira victorieux de ce duel qu'une seule fois sur les trois rencontres disputées entre eux tout au long de l'histoire, lors de la première rencontre au Championnat National des Écoles, avec une victoire (7-6), une défaite en finale de ce même championnat (2-4) et un match nul lors de la finale du Championnat National des Collèges (4-4).

## Personnage et histoire
Kojirō Hyūga est un garçon déterminé et têtu, car il veut prouver qu'il est le meilleur joueur de football du Japon. Son style de jeu est plutôt agressif, car il a tendance à foncer dans le tas, quitte à bousculer les joueurs de l'équipe adverse qui se mettent sur sa route. Néanmoins, malgré l'image d'une personne impitoyable qu'il se donne, il a le cœur sur la main.
Tout comme Tsubasa Ohzora, il est déterminé à remporter le championnat de football qui oppose les différentes équipes junior des grandes villes du Japon. L'une des nombreuses et plus importantes raisons qui le poussent à vouloir surpasser tout le monde est le fait qu'il veuille subvenir aux besoins de sa famille : en effet, depuis le décès de son père Shaun, il devient l'homme de la maison et se donne comme devoir de protéger ses deux petits frères, sa petite sœur, ainsi que sa mère. Pour aider cette dernière, il fait des petits boulots.
Après le premier match face à Nankatsu qu'il remporte 7-6, deux recruteurs de l'école de Tôhô viennent le voir pour lui proposer de rejoindre le centre de formation, mais Tsubasa les intéresse également. Lors de la demi-finale du Championnat National des Écoles face à Furano d'Hikaru Matsuyama, il attrape une forte fièvre à la suite d'un surmenage de son organisme (enchaînement des matchs, accumulation de fatigue et de stress à la suite de ses différents boulots) et est à deux doigts de ne pas pouvoir jouer la finale face à Nankatsu. Le jour même de la finale, il retrouve sa forme et prend enfin conscience de l'importance de l'esprit d'équipe. Malgré sa défaite en finale, après mûre réflexion, il accepte de rejoindre l'école de la Tôhô.
Deux années plus tard, son équipe et lui se qualifient pour le championnat national, après leur victoire en finale des éliminatoires régionales face à Musashi, l'équipe de Jun Misugi (3-2). Durant le match, il découvre que Jun Misugi souffre d'une insuffisance cardiaque et éprouve de la compassion pour son rival, ce que lui reproche son mentor Kozo Kira après la rencontre et le qualifie de «tigre enfermé dans une cage». Après le sermon de son ex-entraîneur, il décide d'aller le retrouver à Okinawa, sans prévenir qui que ce soit, pour redevenir le joueur qu'il a connu. Il s'entraine durement sur la plage et met au point une nouvelle technique de tir : le Tiger Shoot. Revenu à temps pour le premier match de son équipe en championnat national, l'entraîneur de la Tôhô décide de le punir et refuse de le faire jouer tous les matchs, y compris la finale. Grâce à l'aide de ses équipiers, l'entraîneur lui accorde une nouvelle chance et il la saisit. L'entraîneur de Tôhô l'intègre dans l'équipe qui jouera la finale face au Nankatsu SC. Cette fois, la Tôhô remporte, pour la première fois, le championnat national, à égalité avec l'équipe adverse (4-4) et se partagent le drapeau une fois tous les 6 mois.
Il parviendra à obtenir un contrat dans l'équipe de la Juventus, en Italie. Il dispute également des matchs dans l'équipe de son pays natal, lors des compétitions internationales. À la Juve, il ne réussira pas totalement, ce qui poussera son club à le prêter dans le modeste club de la Reggiana (en Série C) pour qu'il s'améliore et supprime ses défauts. Il remportera le titre de champion ainsi que celui de meilleur buteur en serie C. Dans Golden-23, il apparaît sur la photo de mariage de Tsubasa et Sanae.

## Surnoms
- Le tigre
- L'as du Japon
- Membre du tandem d'acier (avec Takeshi Sawada)

## Clubs, équipes nationales et numéros
En club
- Meiwa FC : n°10 (capitaine)
- Tôhô Gakuen : n°10 (capitaine)
- Juventus : n°18
- Reggiana AC : n°78
- Juventus : n°78
- En équipe nationale

- Japon cadets : n°9
- Japon juniors : n°9
- Japon espoirs : n°9
- Japon rising sun : n°9

## Titres
- vainqueur de la Ligue Des Champions avec la Juventus
- Vainqueur de la Coupe du monde junior au Japon
- Vainqueur du Championnat d'Asie des Nations junior
- Vainqueur du tournoi international cadet en France
- Vainqueur du championnat de série C italien
- Triple vainqueur du championnat national des Lycées
- Vainqueur (ex aequo) du championnat national des Collèges (3e année)
- Double finaliste du championnat national des Collèges (1e et 2e année)

## Mentor
- Kira Kozo

## Tirs
- Le tir du tigre (Tiger Shoot): tir rectiligne dont la puissance est 2 fois plus élevée qu'un tir normal. Ce tir a été appris à Okinawa pour surpasser Tsubasa.
- Le néo tir du tigre (Néo Tiger Shoot): évolution du tir du tigre, ce tir est 2 fois plus rapide et puissant que le tir du tigre et d'une puissance égale a celle du Fire Shoot de Schneider.
- Le tir du tigre foudroyant (Raiju Shoot): tir rectiligne dont la puissance est extraordinaire. Avant de tirer, Hyûga frotte son pied sur le sol ce qui donne au ballon un effet ascendant. C'est le 2ème tir simple le plus puissant de Captain Tsubasa derrière le Levin Shoot.
- Le Wild Tiger Shoot: tir rectiligne où Hyûga frappe directement au centre du ballon afin de lui donner plus de puissance. Créé afin de compenser le bémol secondaire du Raiju Shoot: prendre trop de force dans les jambes.
- Wild Jumping Tiger Volley: adaptation du Wild Tiger Shoot en reprise de volée.
- Handoshûsoku Jinho: technique signature du chinois Sho, elle permet de renvoyer des tirs adverses avec deux fois plus de puissance et de vitesse. Mais contrairement à la normale, ce n'est pas un dragon mais un tigre qui apparait quand Hyuga l'utilise.
- Tiger Diving Head: tête plongeante ayant la même puissance que le tir du tigre.
- Le tir du tigre en retourné acrobatique: adaptation du tir du tigre en retourné acrobatique.
- La reprise de volée du tigre: reprise de volée ayant une force supérieure à celle du tir du tigre.
- La résurrection dans la tempête:

le tir du tigre appris à Okinawa.
L'évolution du tir du tigre ayant la même puissance de frappe.

## Techniques
- Tacle du Tigre: tacle de Hyuga fait avec la rage du tigre qui est en lui. Tacle aussi appuyé que le Kamisori Tackle de Soda.
- Twin Shoot: comme la plupart des personnages, Hyuga peut utiliser le twin shoot(double frappe).
- Twin Overhead Shoot(avec Sawada): technique qui permet de frapper en retourné avec une autre personne.
- Twin Jumping Volley Shoot(avec Wakashimazu): technique permettant de faire une reprise de volée avec quelqu'un d'autre.